# Ravni (Słowenia)
Ravni – wieś w Słowenii, w gminie Krško. W 2018 roku liczyła 54 mieszkańców.